# SL-2 Czarny Kot
SL-2 Czarny Kot – polski szybowiec amatorski zbudowany w dwudziestoleciu międzywojennym. Wziął udział w II Wszechpolskim Konkursie Szybowcowym.

## Historia

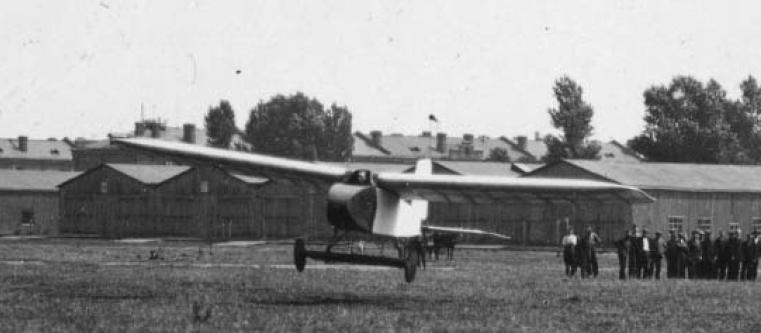
Szybowiec SL-2 Czarny Kot podczas prób na lotnisku mokotowskim

W 1924 roku Jerzy Drzewiecki, student Politechniki Warszawskiej i członek Sekcji Lotniczej Koła Mechaników Studentów PW, opracował swą pierwszą konstrukcję – szybowiec SL-2 „Czarny Kot”. Prototyp został zbudowany w pomieszczeniach udostępnionych przez Centralne Warsztaty Lotnicze (CWL). Prawdopodobnie jeszcze w 1924 roku dokonano prób w locie szybowca na lotnisku mokotowskim. W październiku 1924 roku szybowiec został zaprezentowany na Wystawie Ligi Obrony Powietrznej i Przeciwgazowej w Warszawie. W 1925 roku szybowiec został zgłoszony do udziału w II Wszechpolskim Konkursie Szybowcowym zorganizowanym na Oksywiu koło Gdyni w maju i czerwcu 1925 roku. Przeprowadzono w CWL remont szybowca, podczas którego usunięto uszkodzenia jakie szybowiec odniósł w trakcie wystawy i podczas przechowywania.
W połowie maja szybowiec został przetransportowany na miejsce konkursu, otrzymał numer konkursowy 6. Jego pilotem był kapitan Stanisław Jakubowski, pilot 1. pułku lotniczego, który wykonał 9 lotów o łącznym czasie 3 minut i 44 sekund. W pierwszym locie szybowiec pokonał dystans 170 m w ciągu 27 sekund oraz osiągnął wysokość ośmiu metrów ponad punkt startu. W drugim szybowiec utrzymał się w powietrzu przez 28 sekund. Podczas trzeciego lotu szybowiec utrzymał się w powietrzu przez 31 sekund. Podczas ostatniego lotu w dniu 6 czerwca 1925 roku szybowiec został uszkodzony. W czasie uroczystego zakończenia konkursu pilot otrzymał V nagrodę w kategorii czas lotu w postaci nagród rzeczowych o wartości 250 zł. Konstruktor został uhonorowany dyplomem uznania.
Po zakończeniu konkursu przetransportowano szybowiec z powrotem do Warszawy, gdyż planowano jego użycie w konkursie szybowców w 1926 roku. Ten konkurs się nie odbył, a nieużywany szybowiec został skasowany.

## Konstrukcja
Jednomiejscowy szybowiec konstrukcji drewnianej w układzie wolnonośnego górnopłatu. Kadłub o przekroju prostokątnym, kryty sklejką. Kabina pilota otwarta. Płat o obrysie prostokątnym, dwudzielny, dwudźwigarowy. Zamocowany do górnych podłożnic kadłuba. Do pierwszego dźwigara kryty sklejką, dalej płótnem. Usterzenie krzyżowe, kryte płótnem. Lotki i stery napędzane linkami. Podwozie trójpunktowe z drewnianą płozą ogonową. Podwozie główne osiowe, dwukołowe, amortyzowane sznurem gumowym względem goleni.

## Malowanie
Powierzchnie płócienne w naturalnym kolorze cellonu. Elementy drewniane pokryte lakierem bezbarwnym. Na boku kadłuba była namalowana sylwetka czarnego kota, na tyle kadłuba i na spodzie płata umieszczono nazwę szybowca – „S.L.2”.